# Annín (Kobylá nad Vidnavkou)
Annín (niem. Annaberg) – opuszczona w latach 50. XX wieku osada, część wsi Kobylá nad Vidnavkou, położona w kraju ołomunieckim, w powiecie Jesionik, w Czechach.
Osada leży 1,75 km na zachód od Kobyli nad Vidnavkou. Między ruinami domów i zabudowań gospodarczych stoi opuszczony kościółek pod wezwaniem św. Józefa.